# Karel Justinus Calewaert
Karel Justinus Calewaert (Deinze, 17 oktober 1893 – Gent, 27 december 1963) was een Belgisch bisschop. Hij was de zoon van Justinus Calewaert en Odile Van Wambeke. Vader Calewaert was handelaar te Deinze (Tolpoortstraat) en baatte er een stokerij uit.
Gedurende de Eerste Wereldoorlog trok Karel Justinus naar Engeland. Hij keerde terug om als brancardier dienst te doen aan het front.
Hij studeerde aan het Sint-Hendrikscollege van Deinze en het Sint-Barbaracollege (Gent) en de Katholieke Universiteit Leuven.
Op 23 april 1922 werd hij priester gewijd.
Sinds 4 februari 1925 was hij professor moraaltheologie en in augustus 1927 directeur van het CIBE (militair opleidingscentrum voor geestelijke brancardiers) in Leopoldsburg.
Op 1 oktober 1931 werd hij president van het grootseminarie van Gent en in 1940 werd hij vicaris-generaal van het bisdom Gent.

## Bisschop
Op 28 januari 1948 werd hij tot de 27ste bisschop van Gent benoemd en op 8 maart 1948 werd hij gewijd. Als wapenspreuk koos hij Caritate veritatis (Uit liefde voor de waarheid). Hij was 54 jaar.

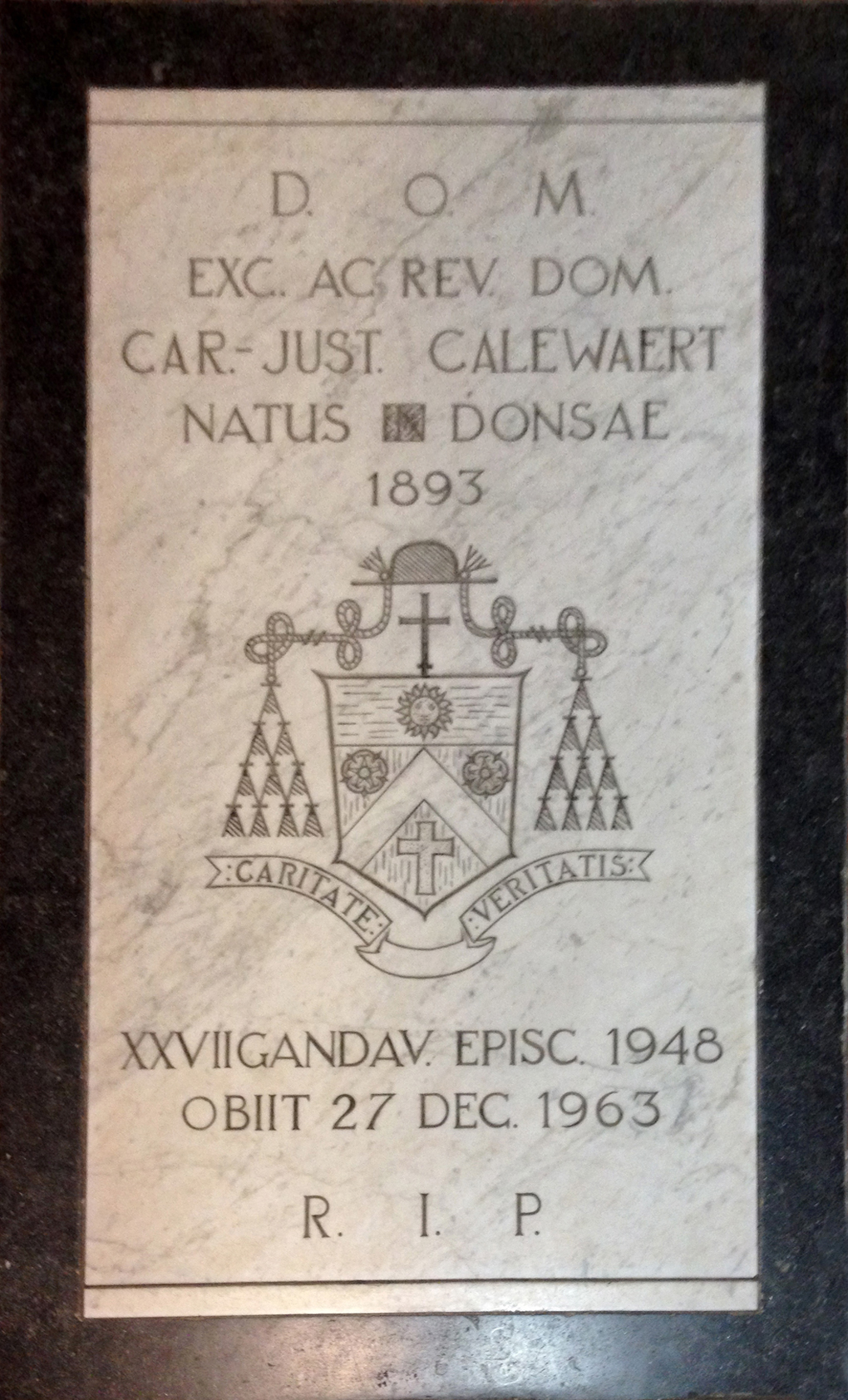
Grafplaat bisschop Carolus-Justinus Calewaert

Op 17 april 1948 werd Oscar Joliet tot zijn hulpbisschop benoemd.
In 1950 wijdde hij het Sint-Paulusseminarie in te Mariakerke op het domein van wijlen Amand Casier de ter Beken, waar de Gentse seminaristen de eerste twee jaren van hun opleiding volgden.
Op 16 mei 1954 wijdde hij het hele complex van Mariagrot van Maldegem-Kleit in.
Tijdens de tweede schoolstrijd schreef hij op 8 juli 1955 een herderlijke brief waarin hij de gelovigen oproept het vrij onderwijs te steunen via de actie "School en Gezin". In 1958 wordt hiervoor een herdenkingsplaquette uitgegeven.
Op 19 december 1955 wijdde hij de Scheldebrug van Temse die toen plechtig werd ingehuldigd door koning Boudewijn.
Op 27 december 1963 overleed hij op 70-jarige leeftijd en werd bijgezet in de crypte van de Sint-Baafskathedraal.

## Varia
In 1964 werd een nieuwe klok, "Carolus" in de toren van de Sint-Baafskathedraal gehangen met als randschrift achteraan "TER VROME GEDACHTENIS VAN MGR KAREL-JUSTINUS CALLEWAERT 27STE BISSCHOP VAN GENT 1948-1963. ME FEC FR SERGEYS ET J FILIUS EJUS LOVANII 1964".